# Tagino
Tagino (auch: Tegno, Dagino, Dago, Dagan, Tagamo; * in Dollnhofen bei Regensburg; † 9. Juni 1012 in Rothenburg an der Saale) war von 1004 bis 1012 Erzbischof von Magdeburg.

## Leben
Tagino stammte aus Bayern und war ein Schüler des Wolfgang von Regensburg. Ursprünglich sollte er dessen Nachfolger als Bischof von Regensburg werden, konnte aber die Bestätigung des Kaisers nicht erhalten. Daraufhin zog er an den Hof König Heinrichs II. und wurde dessen Hofkaplan. Auf Wunsch Heinrichs wurde Tagino 1004 zum Erzbischof von Magdeburg erhoben. Er war dem König unter anderem dabei behilflich, im gleichen Jahr das Bistum Merseburg wiederherzustellen. Der Bischof von Halberstadt, der das zeitweilig erloschene Bistum bis dahin vertrat, wurde dafür mit großen Ländereien entschädigt.
Dem Herrscher stand er in diplomatischen Angelegenheiten wiederholt zur Seite. In Posen handelte er 1005 den Friedensvertrag zwischen Heinrich II. und Bolesław I. von Polen mit aus. Ebenso war er an der Gründung des Bistums Bamberg beteiligt. Außerdem erweiterte er die Domkirche in Magdeburg und legte dort eine Krypta an, die er 1008 weihte. Auch soll er in seiner Diözese das Mauritiusfest eingeführt haben. Für sein Erzstift erwarb er weitere Güter. 1011 begleitete er Heinrich auf dem dritten Feldzug gegen Bolesław. Nach Merseburg zurückgekehrt, erkrankte er schwer. Daraufhin ließ er sich über Burg Giebichenstein nach Rothenburg bringen, wo er schließlich verstarb. Sein Leichnam wurde nach Magdeburg überführt und im Dom beigesetzt.